# St. Anna (Tottleben)

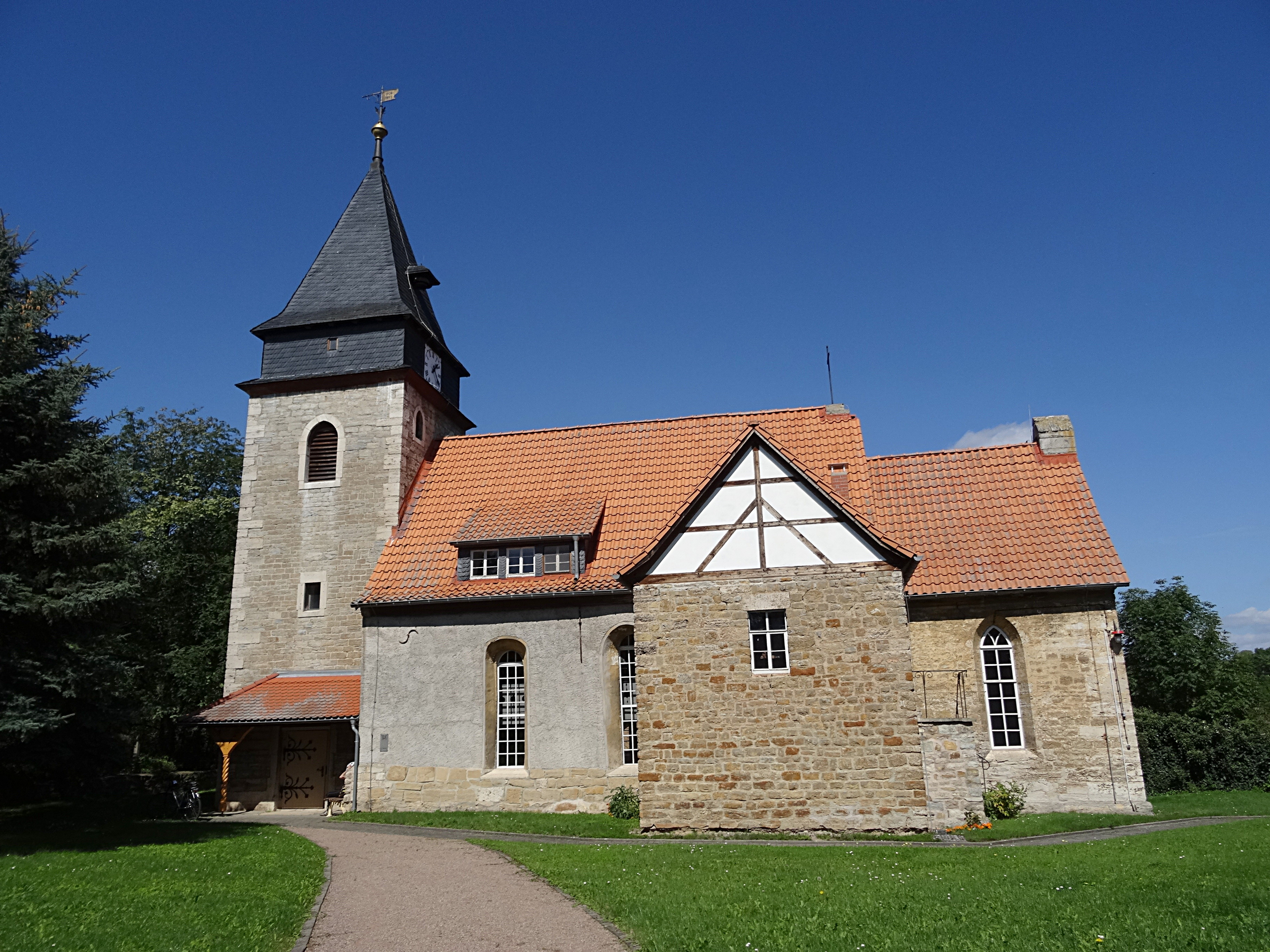
St. Anna

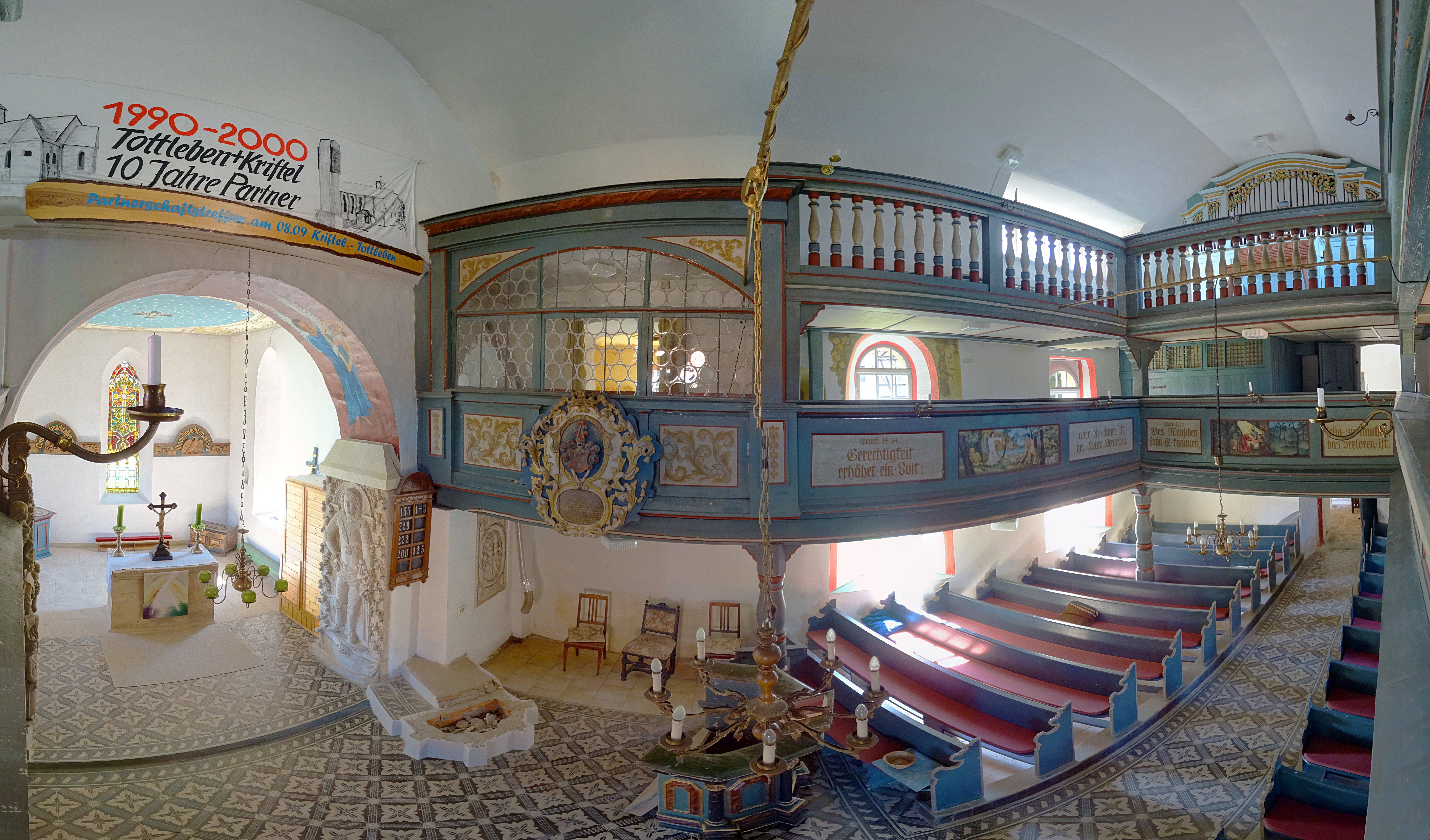
Innenansicht

Die denkmalgeschützte evangelisch-lutherische Kirche St. Anna steht in Tottleben, einer Gemeinde im Unstrut-Hainich-Kreis in Thüringen. Die Kirchengemeinde Tottleben gehört zum Pfarrbereich Großvargula im Kirchenkreis Mühlhausen der Evangelischen Kirche in Mitteldeutschland.

## Beschreibung

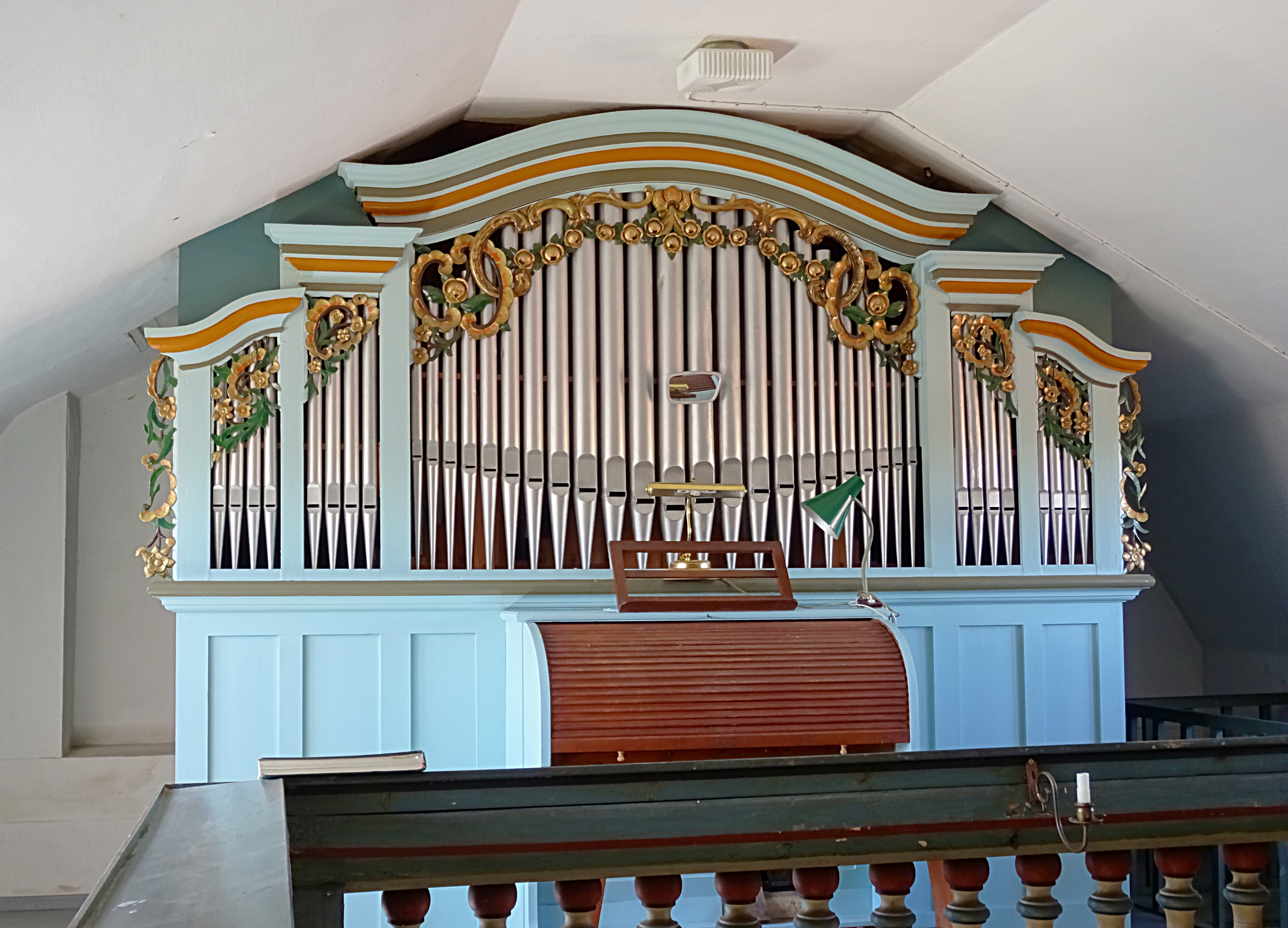
Helfenbein-Orgel

Die mit einem Satteldach bedeckte Saalkirche  hat einen eingezogenen, quadratischen Chor, der ebenfalls mit einem Satteldach bedeckt ist. Sie ist im Kern romanisch, wie aus dem vermauerten Trichterfenster in der Ostwand des Langhauses zu schließen ist. 1685 und 1811 erfolgten Umbauten. 1706 wurde im Süden ein Anbau mit zwei Geschossen errichtet, der 1928 erneuert wurde. Der Kirchturm im Westen wurde 1908 gebaut und 1992 restauriert. Er trägt ein schiefergedecktes, spitzes Pyramidendach.
Der Innenraum hat zweigeschossige Emporen. Die unteren Brüstungen zeigen Bilder und Inschriften, die oberen haben Baluster. Die Patronatsloge ist mit einem geschnitzten Wappen verziert. Ein Epitaph aus Holz wurde 1724 für Kurt Heinrich von Tottleben errichtet. Im Chor befindet sich ein Teppichfenster von 1909. Die Kanzel ist aus dem 17. Jahrhundert. Am Chorbogen befinden sich Grabsteine aus dem 18. Jahrhundert mit Ädikulä, in denen Porträts der Tottleben und deren Wappen eingefügt sind. Die Orgel im Prospekt aus der Zeit des Rokoko hat 8 Register, verteilt auf 2 Manuale und Pedal. Sie wurde um 1910 von Wiegand Helfenbein gebaut. Die Glocke im Turm wurde 1898 von Franz Schilling in Apolda gegossen.